# Zagradina
Zagradina (izvirno srbsko Заградина) je naselje v Srbiji, ki upravno spada pod Občino Priboj; slednja pa je del Zlatiborskega upravnega okraja.

## Demografija
V naselju, katerega izvirno (srbsko-cirilično) ime je Заградина, živi 207 polnoletnih prebivalcev, pri čemer je njihova povprečna starost 44,1 let (43,0 pri moških in 45,1 pri ženskah). Naselje ima 93 gospodinjstev, pri čemer je povprečno število članov na gospodinjstvo 2,67.
Prebivalstvo je večinoma nehomogeno, a v času zadnjih treh popisov je opazno zmanjšanje števila prebivalcev.
|  |

| Demografija | Demografija     | Demografija     |
| Leto        | Št. prebivalcev | Št. prebivalcev |
| ----------- | --------------- | --------------- |
|             |                 |                 |
|             |                 |                 |
|             |                 |                 |
|             |                 |                 |
| 1948        | 382             |                 |
| 1953        | 495             |                 |
| 1961        | 526             |                 |
| 1971        | 534             |                 |
| 1981        | 406             |                 |
| 1991        | 293             | 288             |
| 2002        | 280             | 248             |
|             |                 |                 |

| Etnična sestava po popisu iz leta 2002 | Etnična sestava po popisu iz leta 2002 | Etnična sestava po popisu iz leta 2002 | Etnična sestava po popisu iz leta 2002 | Etnična sestava po popisu iz leta 2002 |
| -------------------------------------- | -------------------------------------- | -------------------------------------- | -------------------------------------- | -------------------------------------- |
| Bošnjaki                               | Bošnjaki                               |                                        | 158                                    | 63,70%                                 |
| Srbi                                   | Srbi                                   |                                        | 79                                     | 31,85%                                 |
| Muslimani                              | Muslimani                              |                                        | 11                                     | 4,43%                                  |
| Neznano                                | Neznano                                |                                        | 0                                      | 0,0%                                   |